# Abadía de Prémontré
La antigua abadía de Prémontré, situada en Prémontré, a unos veinte kilómetros al oeste de Laon en el departamento de Aisne, Francia, fue fundada por Norberto de Xanten en el siglo XII, convirtiéndose así en la cuna de la orden Premonstratense.

## Historia
La abadía fue fundada por Norberto en 1120 en un erial que había pertenecido previamente a la abadía de Saint Vincent y que los monjes habían intentado cultivar en vano. Según lo demostrado en la carta de la donación del lugar por el obispo de Laon, Bartolomé de Jur, fue llamado "Præmonstratus" o "pratum-monstratum" ("Prémontré" o "Pré-montré" ["premostrado" o "prado-mostrado"]), probablemente aludiendo a un claro en el bosque. El nombre se prestó fácilmente al significado adaptado de locus praemonstratus (lugar premostrado), como se observa por ejemplo en la vida de Godfrey de Cappenberg, uno de los primeros discípulos de Norberto (1127):

Venit ad locum vere juxta nomen suum, a Domino premonstratum, electum et prædestinatum.
Vine a un lugar verdaderamente ajustado a su nombre: premostrado, elegido y predestinado por El Señor.

El 28 de abril de 1122, Bartolomé de Lisiard obispo de Soissons, consagró la iglesia y la comunidad tomó el nombre de Prémontrés (Premonstratenses) o Norbertinos. Una antigua tradición dice que el obispo de Laon visitó Prémontré a mediados de enero y que dio el hábito blanco a Norberto el 25 del mismo mes, en la fiesta de la Conversión de San Pablo.
Al concluir el Consejo de Lieja, en 1131, el papa Inocencio II y San Norberto viajaron a Laon, donde se establecieron con el obispo Bartolomé. También visitaron la abadía observando su rápido crecimiento, con unos quinientos religiosos -sacerdotes, clérigos y hermanos laicos- todos unidos en la observancia de sus obligaciones bajo el abad Hugues de Fosses. En el Capítulo General de 1141 se decidió suprimir los conventos de monjas por lo menos a una legua de distancia de las abadías de los hombres, contrariamente a las costumbres premonstranenses de establecer monasterios mixtos femeninos y masculinos. Hugues murió el 10 de febrero de 1161 y fue sucedido por Felipe, abad de Belval en el bosque de Argonne. El posterior abad Juan II fundó en 1252 un colegio de estudios para clérigos norbertinos en la Universidad de París.

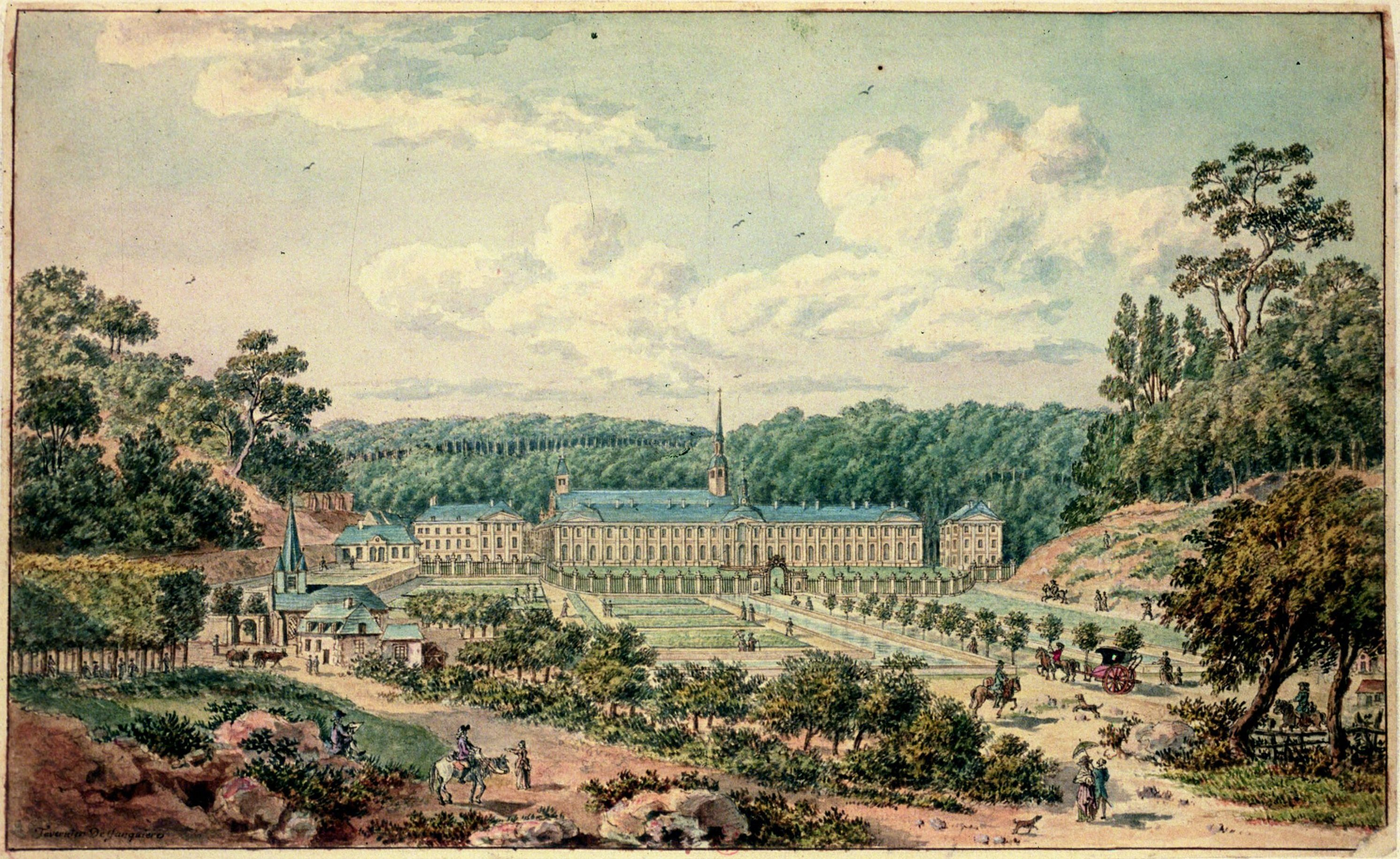
Abadía de Prémontré en el.

A la muerte de Virgilius, cuadragésimo tercer abad general de Prémontré, el cardenal Francisco de Pisa fue nombrado abad comendatario de Prémontré; en 1535 tomó posesión de la abadía y todos sus ingresos. Le sucedió el cardenal Hipólito II d'Este, el legado del Papa en Francia, que mantuvo la abadía in commendam hasta que murió en 1572. Taiée llama a estos dos cardenales Les fléaux de Prémontré (los látigos de Prémontré). A la muerte del cardenal d'Este, Jean Des Pruets, Doctor por la Sorbona, fue elegido, y su elección confirmada por el Papa Gregorio XIII el 14 de diciembre de 1572. Con gran capacidad, Des Pruets emprendió la difícil tarea de reparar las pérdidas financieras y la promoción de la disciplina conventual en Prémontré y otras casas de la orden. Murió el 15 de mayo de 1596, y fue sucedido por otros dos abades más, Longpré y Gosset, hasta tomar el cargo de abad comendatario el Cardenal Richelieu.
El último abad general, L'Ecuy, fue elegido en 1781. Durante la Revolución francesa, la abadía fue confiscada, suprimida y vendida a particulares; se demolieron varios edificios y el material vendido. Tras pasar la propiedad por varias manos, fue comprada por Paul-Armand de Cardon de Garsignies, obispo de Soissons, cuyo sucesor la vendió al departamento de Aisne, reconvirtiéndose los edificios en un asilo primero, y posteriormente en un hospital psiquiátrico, fundado en 1867, que ocupa casi la totalidad de las instalaciones excepto la iglesia dedicada a San Norberto.